# 埃爾多拉鎮區 (北卡羅萊納州薩里縣)
埃爾多拉鎮區（英語：Eldora Township）是位於美國北卡羅萊納州薩里縣的一個鎮區。

## 地方資料
埃爾多拉鎮區的面積為78.99平方千米，皆為陸地。根據2020年美國人口普查的數據，當地共有人口3659人，而人口密度為每平方千米46.32人。